# Psohlavec orinocký
Psohlavec orinocký (Corallus hortulanus) je nejedovatý jihoamerický had čeledi hroznýšovití.

## Alternativní jména
- česky
  - psohlavec hnědý
- vědecké synonymum
  - Corallus enydris

## Vzhled
Psohlavec orinocký je štíhlý had, který tráví většinu času ve větvích stromů. V Česku se chová nejčastěji poddruh Corallus hortulanus ssp. cooki. Jeho tělo je zbarveno hnědě, šedě, nebo šedozeleně. Někdy bývá černě skvrnitý, na hřbetě mívá tmavý vzor. Vyskytují se však i žlutí až oranžoví, jednobarevní jedinci.

## Výskyt
Žije v Jižní Americe, od Ekvádoru, jižní Kolumbii, Venezuelu, až po severní a západní Brazílii, Peru a Bolívii. Corallus hortulans ssp. cooki obývá Nikaraguu, Panamu, Kolumbii, Venezuelu, Trinidad, Margaritu, Peru a Návětrné ostrovy. V přírodě dorůstá až do 2,5 metru, v teráriu o něco méně.

## Potrava
V přírodě se živí převážně různými ptáky, v zajetí vystačíme s hlodavci a pro zpestření můžeme podat kuřata, nebo vrabce.

## Chov

### Terárium
Všechny druhy psohlavců vyžadují terárium spíše vysoké, než široké, dostatek větví na šplhání a vodní nádrž. Jelikož obývá tropické lesy, potřebuje vlhčí prostředí, (pro bezproblémové svlékání pokožky) s denními teplotami 25 – 30 °C, s nočním poklesem na 20 – 24 °C.

### Odchov
Psohlavec hnědý se páří od září do ledna, samice mívá po 7 – 8 měsíční graviditě přes 10 mláďat, která jsou dlouhá 40 – 60 cm. Pohlavně dospívají kolem čtyř let. Samci mezi sebou bojují, navzájem se koušou a škrtí. Tyto boje mohou skončit i smrtí jednoho z nich. Mláďata většinou dobře přijímají osrstěná myšata, jinak se musí napoprvé nakrmit uměle.
I přes svoji kousavost je tento druh hada vcelku málo náročný, na rozdíl např. od svého příbuzného psohlavce zeleného.